# ホセ・マリア・デル・ニド

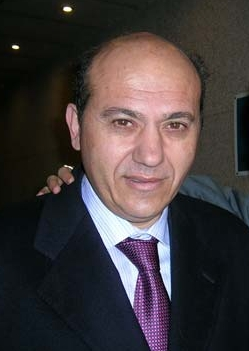
ホセ・マリア・デル・ニド

ホセ・マリア・デル・ニド・ベナヴェンテ（José María del Nido Benavente 、1957年8月6日 - ）は、スペイン・セビージャ出身の弁護士。プロサッカーリーグリーガ・エスパニョーラ・プリメーラ・ディビシオンのセビージャFC元会長(2002年5月27日 - 2013年12月9日)。スペインサッカー連盟(RFEF)執行部委員、スペインプロサッカーリーグ機構(LFP)法律顧問も務める。帽子がトレードマークで、セビージャの選手たちはスペイン国王杯に優勝(2010年)した際、帽子を被って優勝を祝った。

## セビージャ会長として
2002年、セビージャFCの会長に就任。モンチSD、ホアキン・カパロス監督の下で、下部組織の充実・選手育成に尽力した。カパロス監督の下で、ホセ・アントニオ・レジェス、セルヒオ・ラモスらが才能を開花させ、彼らを高額な移籍金で売却してクラブの運営資金に充てるサイクルが確立した。この他にも、セビージャはヘスス・ナバス、ディエゴ・カペル、ディエゴ・ペロッティら有能な選手を多数輩出している。セビージャのライバル・レアル・ベティスが躍進する中で、セビージャも着々と地位を固めていった。カパロスの後任ファンデ・ラモス監督の下では、UEFAカップ連覇(2005-06,2006-07)、コパ・デルレイ優勝(2006-07)、UEFAスーパーカップ優勝(2006年)など国内外でタイトルを獲得するようになった。
2007年8月末、セビージャのアントニオ・プエルタ選手が特発性拡張型心筋症で急死する悲劇が起こり、デル・ニドは以前から反目し合っていたベティス会長マヌエル・ルイス・デ・ロペーラと、プエルタの遺体の埋葬前に互いの肩を抱き寄せ、人間味あふれる人物ぶりも見せた。
2010年4月、練習場に完成したプエルタの銅像除幕式にも参加し、次のように述べた。
「セビージャのユニフォームを着て懸命に汗を流してくれた私たちのプエルタは、セビージャの練習場に再び姿を現した。私たちは、ここに集まったすべての者が、彼の姿を目に焼き付け、いつだって思い出せるようにしたんだ」
2011年12月、自身が顧問弁護士を務めていたマルベーリャ市のリゾート開発に際して汚職および横領の罪で有罪判決を受けた。最高裁判所まで争った末の2013年12月5日、懲役7年、5年半の弁護士資格停止処分、賠償金278万6000ユーロの実刑判決が確定した。これを受けて12月9日、デル・ニドはサンチェス・ピスフアンにて会長辞任を発表した。会見中は声を詰まらせる場面もあり、最後に「ビバ・セビージャ！」と叫ぶと、その場に居合わせた少なからぬ関係者や記者が唱和した。

## セビージャFCに関する略年表
- 2002年 セビージャFCの会長職に就く
- 2005-06 国内リーグ5位、UEFAカップ優勝
- 2006-07 国内リーグ3位、UEFAカップ優勝、コパ・デルレイ優勝
- 2007-08 UEFAチャンピオンズリーグ出場、ベスト16
- 2009-10 コパ・デルレイ優勝